# Ossipenki
Ossipenki (belarussisch Осіпенкі; russisch Осипенки; deutsch auch Wospinzy) ist eine kleine Ortschaft im Distrikt Ljosna, Wizebskaja Woblasz in Belarus.
Osipenki liegt etwa 45 km südöstlich von Wizebsk am Zusammenfluss der Bäche Lutschessa und Tscherniza unweit der Ortschaft Babinawitschy am Selenskoje-See. 
Gegen Ende des Zweiten Weltkrieges lag Osipenki im Einzugsbereich schwerer Kämpfe im Gebiet des Kessels bei Wizebsk vom 2. Januar 1944 bis zum 26. Juni 1944.